# اندی فارل (بازیکن فوتبال)
اندی فارل (انگلیسی: Andy Farrell؛ زادهٔ ۷ اکتبر ۱۹۶۵) بازیکن فوتبال اهل بریتانیا است.
از باشگاه‌هایی که در آن بازی کرده‌است می‌توان به باشگاه فوتبال کولچستر یونایتد، باشگاه فوتبال مورکم، باشگاه فوتبال روچدیل، باشگاه فوتبال ویگان اتلتیک، و باشگاه فوتبال برنلی اشاره کرد.